# Rasengan
Rasengan är en Ninjutsu-teknik som utvecklades av Yondaime (fjärde) Hokage under hela tre år. Jiraiya lärde ut den till Naruto som sedan lärde ut den till konohamaru och för närvarande är dessa tre de enda som kan använda Rasengan.
Likt Kage Bunshin har Naruto gjort den här tekniken till en slags signaturteknik som han ofta förknippas med. Tekniken är olik alla andra i det att den inte behöver några hand seals för att utföra. Användaren koncentrerar sig och ett klot av virvlande chakra skapas i handflatan. Använd rätt kan den här tekniken åsaka mer skada än både Raikiri och Chidori.